# Chamaedorea microspadix
Chamaedorea microspadix es una especie de palmera que se distribuye por México en Veracruz y Chiapas.

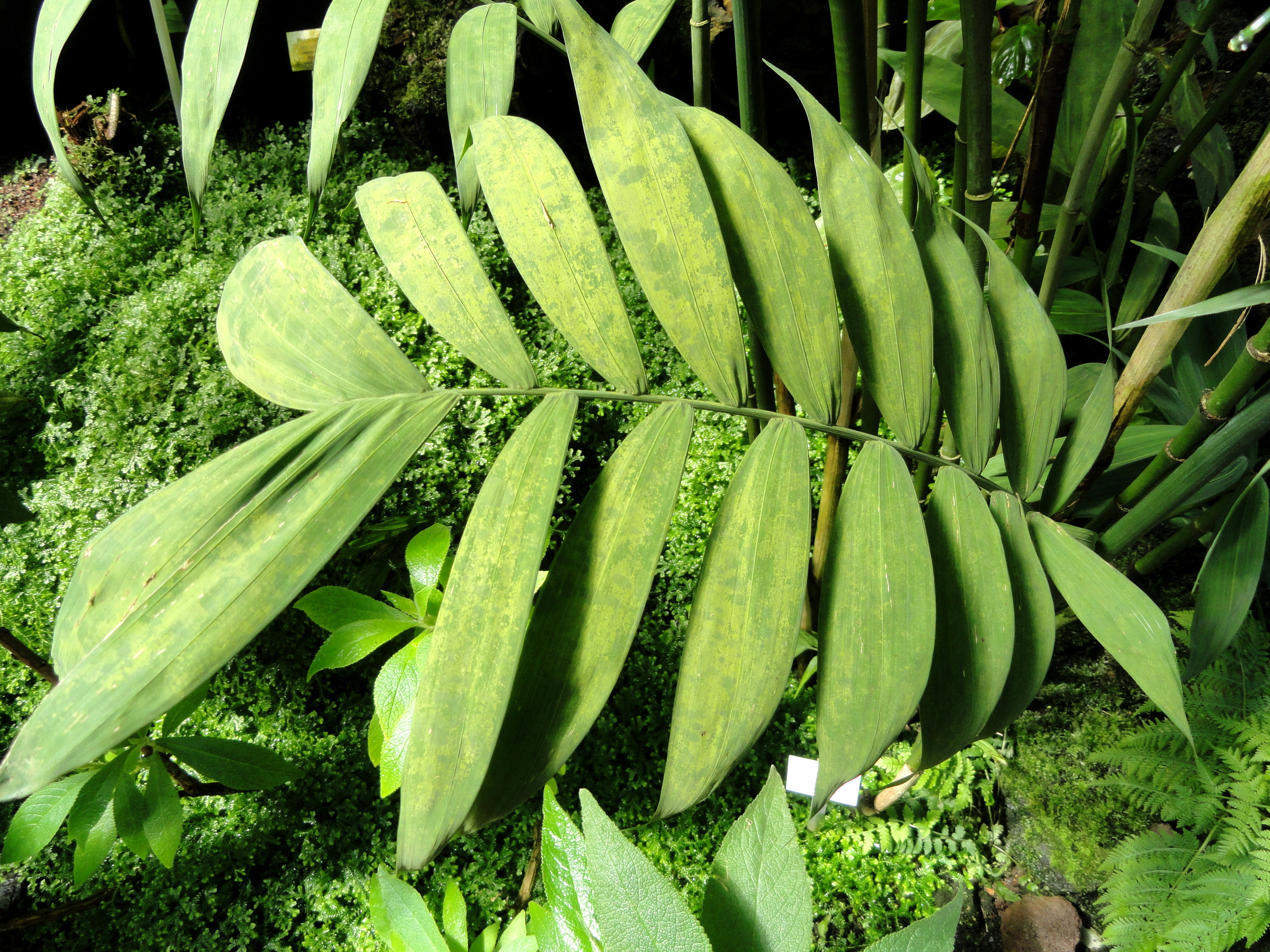
Detalle de las hojas

## Descripción
Planta cespitosa, erecta a inclinada, que alcanza un tamaño de 3 m de altura, formando grupos densos de varios metros de ancho. Tallos de 1 cm diámetro, verde, anillado, con entrenudos de 5-15 cm de largo. Hojas pinnadas, con pecíolos de 15-25 cm de largos y fuertes; raquis de 50 cm de largo, oscuramente en ángulo y verde arriba, redondeados y verde de abajo; oblonga cuchilla; con 9 pinnas a cada lado del raquis. Inflorescencias con largos pedúnculos de 25 cm. Flores: estaminadas en grupos de 2-4 o más, 5 x 3-4 mm, obovoid-oblongas, de color blanco cremoso. Frutas: de 1 cm diam, ± globosas, de color rojo anaranjado o rojo.

## Taxonomía
Chamaedorea microspadix fue descrita por Max Burret y publicado en Notizblatt des Botanischen Gartens und Museums zu Berlin-Dahlem 11(108): 734. 1933.
Etimología
Chamaedorea: nombre genérico que deriva de las palabras griegas: χαμαί (chamai), que significa "sobre el terreno", y δωρεά (dorea) , que significa "regalo", en referencia a las frutas fácilmente alcanzadas en la naturaleza por el bajo crecimiento de las plantas.
microspadix, es un epíteto del griego micro = "pequeño" y del latín spadix = "inflorescencia", en referencia a las pequeñas inflorescencias.